# Karel Kavina

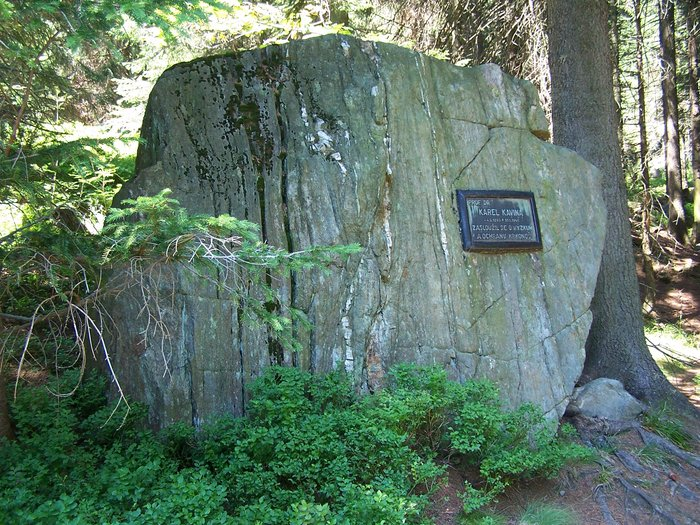
Obelisco a Kavina en Obřím dole, donde está enterradoKarel Kavina

Karel Kavina ( 4 de septiembre de 1890, Praga - 21 de enero de 1948, íd), fue un botánico checo.

## Biografía
Kavina fue profesor de Botánica en la Universidad Técnica de Praga. Kavina trabajó en sistémica, morfología, briología y anatomía vegetal. Publicó varios atlas y monografías y era redactor jefe de dos diarios de Botánica.

## Obra
- "Cryptogamae Cechoslovenicae Exsiccatae. Editae ab Instituto Botanico Polythechnici Pragensis", Curantibus Prof. K. Kavina et Doc. Dr. A. Hilitzer (Kavina & Hilitzer), Fasc. 1, 2. Década 1-2. N.º 1-20. 1933. Fasc. 1, 2. Década 3-4. N.º 51-70. 1933. Fasc. 3, 4. Década 5-8. N.º 101-140. 1935. Fasc. 5, 6 década 9-14. N.º 201-260. 1937